# MTV Unplugged (álbum de Bob Dylan)
MTV Unplugged é o sétimo álbum gravado ao vivo pelo cantor Bob Dylan, lançado a 2 de Maio de 1995.
O disco atingiu o nº 23 da Billboard 200.

## Faixas
Todas as faixas por Bob Dylan
1. "Tombstone Blues" - 4:54
2. "Shooting Star" - 4:06
3. "All Along the Watchtower" - 3:36
4. "The Times They Are A-Changin'" - 5:48
5. "John Brown" - 5:22
6. "Rainy Day Women #12 & 35" - 3:31
7. "Desolation Row" - 8:22
8. "Dignity" - 6:30
9. "Knockin' on Heaven's Door" - 5:30
10. "Like a Rolling Stone" - 9:09
11. "With God on Our Side" - 7:18

## Créditos
- Bob Dylan – Guitarra, vocal, harmónica
- Bucky Baxter – Guitarra
- Tony Garnier – Baixo
- John Jackson – Guitarra
- Brendan O'Brien – Órgão
- Winston Watson – Bateria